# فلیچه گاسپری
فلیچه گاسپری (به ایتالیایی: Felice Gasperi) بازیکن فوتبال اهل ایتالیا است که از سال ۱۹۲۸ میلادی عضو تیم ملی فوتبال ایتالیا بوده و در ۶ بازی ملی حضور داشته‌است. او در بازی‌های ملی‌اش گلی به ثمر نرساند.
فلیچه گاسپری آخرین بازی ملی خود را در سال ۱۹۳۳ میلادی انجام داد.